# Borvendég Béla
| Borvendég Béla                            | Borvendég Béla |
| Kattints az alábbi külső linkek egyikére! | Kattints az alábbi külső linkek egyikére! |
| ----------------------------------------- | --- |
| Nem található szabad kép.(?)              | |
| külső link · jogvédett                    | Balia-Nagy Judit: Borvendég Béla, Szeged meghatározó építésze volt. Szeged várostörténeti és kulturális folyóira. 2023-07-21.                      |
| külső link · jogvédett                    | Borvendég Béla építész a tervezőasztalnál. (Fénykép: Somogyi Károlyné). Az elmúlt hétvégén elhunyt Borvendég Béla építész. Szögedö.HU. 2014.02.07. |

Borvendég Béla (Szeged, 1931. október 6. – 2014. február 1.) Kossuth-díjas magyar építészmérnök.

## Életpályája
Tanulmányait 1942–1950 között az Óbudai Árpád Gimnáziumban, 1950 és 1955 között a Budapesti Műszaki Egyetem Építészmérnöki Karán végezte.
Számos tanulmányi úton vett részt Bulgáriában, Csehszlovákiában, Észak-Koreában, Jugoszláviában, Kubában, Lengyelországban, Mongóliában, Német Demokratikus Köztársaságban, Romániában, a Szovjetunióban, Angliában, Ausztriában, Belgiumban, Cipruson, Dániában, Egyiptomban, Finnországban, Franciaországban, Görögországban, Hollandiában, Olaszországban, Spanyolországban, Argentínában, Mexikóban, Kanadában, az Amerikai Egyesült Államokban.
1955-től a Délmagyarországi Tervező Vállalatnál (DÉLTERV) dolgozott. Itt tervező, majd műteremvezető, 1961-től 1962-ig a londoni County Council Architects Departement (Nagy-Londoni Tanács építészeti osztályának) munkatársa. 1962–1965 között vállalati főépítész, 1965-től műszaki igazgatóhelyettes, 1965–1987 között főmérnök, 1987–1989 között főépítész, 1995-ben a b+e Építészeti és Városfejlesztési Bt. ügyvezető igazgatója.
1964-től a Magyar Építészek Szövetségének vezetőségi tagja, 1982–1990 között elnöke, 1999-től a Magyar Építőművészek Szövetségének örökös tiszteletbeli elnöke.
1985-től  a BME címzetes egyetemi tanára.
1990-ben az MDF szegedi polgármesterjelöltje. 1991-től a szegedi városi közgyűlés városfejlesztési bizottságának elnöke volt.
2001-től az Architeca Hungarica főszerkesztője.
Lakásokat és középületeket tervezett, részt vett az 1950-es évek nagyszabású városrendezési pályázatain (Ózd, Szolnok, Gyöngyös). A 2000-es évek végén Budapestre költözött.

## Pályázatok (válogatás)

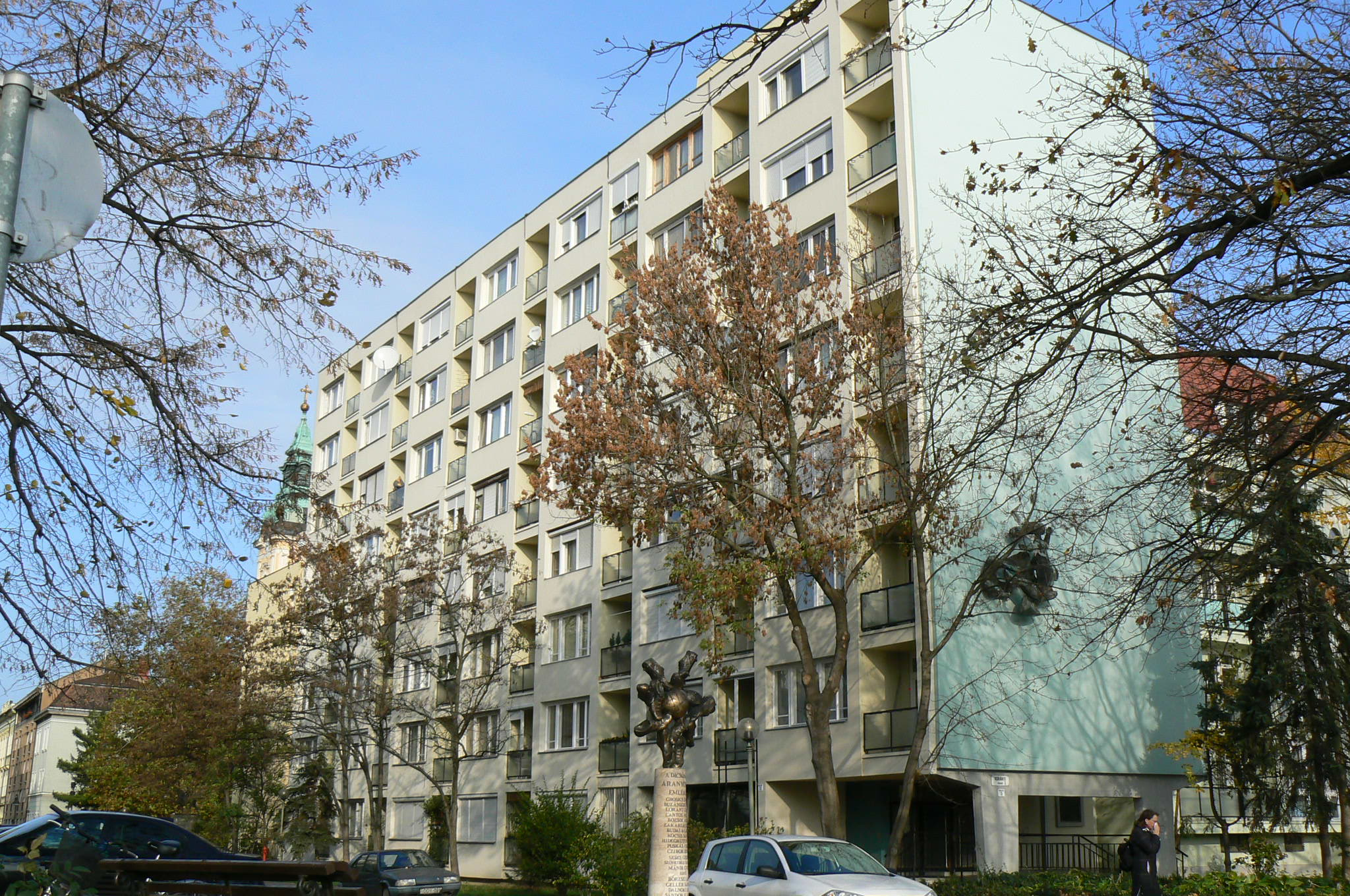
Sellő ház, Szeged, 1961

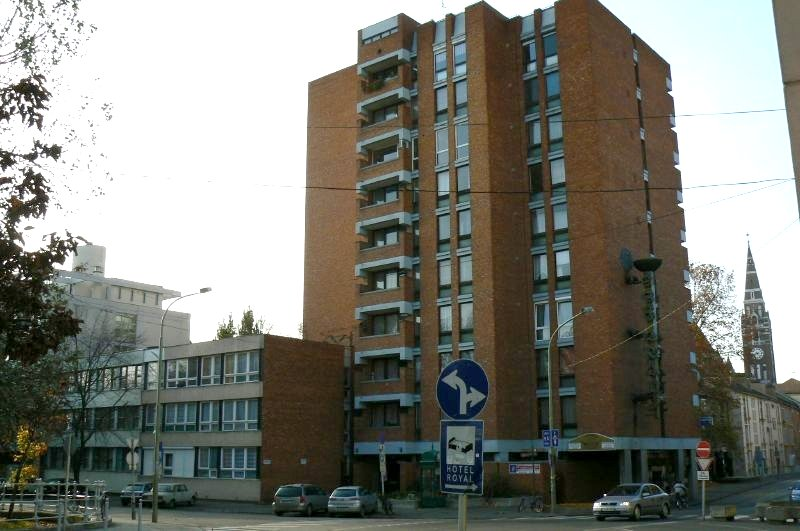
Égő Arany ház, Szeged, 1973

- 1950-es évek városrendezési pályázatai (Ózd, Szolnok, Gyöngyös)
- Budapesti Vigadó 1958 Harmadik díj (Ulrich Ferenccel).
- Szegedi Dóm tér és környéke városrendezési tervpályázat. 1959.(megosztott első díj)

## Főbb művei (válogatás)
- 1955 Nyolc tantermes általános iskola, Csongrád
- 1960 Nyolc tantermes általános iskola, Kecel
- 1960 Szeged, Dóm tér környék rekonstrukciója
- 1961 Sellő-ház, Szeged, Korányi rakpart (Szabó Ferenccel)
- 1961 Szeged, belvárosi temető ravatalozója, Oskola utca lakóházak
- 1966 Nádor utcai óvoda és lakóház (Kocsis Bélával)
- 1968 Műteremházak, Hódmezővásárhely
- 1970 Az erdőfelügyelőség kirendeltsége és vendégháza, Mártély
- 1973 Égő Arany ház, Szeged, Roosevelt tér
- 1990 Szeged, Fogadalmi templom, lejárat a Klebelsberg kriptához
- 1992 második világháborús emlékmű, Nagymágocs
- 1994 II. világháborús emlékmű, Kistelek

## Írásai (válogatás)
- Az ismeretlen Építészet, Tiszatáj, 1966/10.
- Szegedi Könyvtár és Levéltár, Magyar Építőművészet, 1972/5.
- Gondolatok a műszaki tervezés intézményrendszerének vizsgálatához, Magyar Építőművészet, 1983/4.
- Egy (nemlétező) kiállítás képei, Magyar Építőművészet, 1987/4-5.
- Oskola, Magyar Építőművészet, 1988/3.
- Szellemidézés, Magyar Építőművészet, 1989/6.
- Hol állítsuk meg a mozit?, Magyar Építőművészet, 1992/1.
- Építészfórum: Borvendég Béla írásai 2000–2008 Archiválva 2010. június 12-i dátummal a Wayback Machine-ben
- Néhány gondolat[halott link]
- Borvendég Bála írásai 2007[halott link]

### Kötete
- Architectura quo vadis; Terc, Budapest, 2005 (Építészet/elmélet) ISBN 9789639535282

## Díjai, elismerései (válogatás)
- Ybl Miklós-díj (1960)
- Magyar Építészek Szövetsége emlékérem (1964)
- Magyar Építészek Szövetsége aranyérem (1990)
- Csonka Pál-érem (1993)
- Kossuth-díj (2004)